# Elaeocarpus sayeri
Elaeocarpus sayeri är en tvåhjärtbladig växtart som beskrevs av F. Müll.. Elaeocarpus sayeri ingår i släktet Elaeocarpus och familjen Elaeocarpaceae. Inga underarter finns listade i Catalogue of Life.